# Gwen Ramokgopa
Gwendoline Malegwale Ramokgopa est une femme politique d'Afrique du Sud, membre du Congrès national africain, maire de la municipalité de Pretoria (2006-2010) et vice-ministre de la Santé de novembre 2010 à mai 2014 dans le gouvernement Zuma.

## Biographie
Gwen Ramokgopa est née et a grandi dans le township d'Atteridgeville près de Pretoria.
Lors de ses études de médecine à l'Université d'Afrique du Sud à Ga-Rankuwa, elle présida le conseil représentatif des étudiants tout en étant militante de l'organisation des étudiants d'Azanie.
En 1989, elle est diplômée en médecine et travaille au GaRankuwa Hospital. En 1992, de retour à Atteridgeville, Ramokgopa mobilise les résidents du quartier de Saulsville en délicatesse avec les autorités municipales blanches de la ville de Pretoria. Le boycott des impôts qu'elle organise aboutit en représailles à des coupures d'eau et d'électricité d'une grande partie des résidents.
De 1995 à 1998, elle est leader de l'ANC au Conseil de ville de Pretoria et tient pendant une année la présidence du comité exécutif de la ville. En 1998, elle est élue députée à l'assemblée législative du Gauteng avant de devenir en 1999 ministre de la Santé de la province et de succéder à Amos Masondo.
Le 17 mars 2006, elle est élue maire de Tshwane. Elle succède alors au père Smangaliso Mkhatshwa dont le mandat fut marqué par une montée de l'antagonisme racial. Le 31 octobre 2010, elle est nommée au gouvernement Zuma au poste de ministre déléguée à la Santé, tandis que son neveu, Kgosientso Ramokgopa, est alors désigné par l'ANC pour lui succéder au poste de maire de Tshwane.

## Vie privée
Gwen Ramokgopa est mariée et a trois enfants.